# فرودگاه گیزوناسا آلزیتونه
فرودگاه گیزوناسا آلزیتونه (به انگلیسی: Ghisonaccia Alzitone Airport) یک فرودگاه همگانی است که یک باند فرود سنگفرش دارد و طول باند آن ۸۰۰ متر است. این فرودگاه در کشور فرانسه قرار دارد و در ارتفاع ۵۴ متری از سطح دریا واقع شده‌است.